# Pyrofylliet
Het mineraal pyrofylliet is een aluminium-silicaat met de chemische formule Al2Si4O10(OH)2. Het fylosilicaat behoort binnen de kleimineralen tot de smectiet-groep.

## Eigenschappen
Het grijswitte, groengrijze of bruingele pyrofylliet heeft een parelglans, een witte streepkleur en de splijting is perfect volgens kristalvlak [001]. De gemiddelde dichtheid is 2,84 en de hardheid is 1,5 tot 2. Het kristalstelsel is triklien en het mineraal is niet radioactief.

## Naamgeving
De naam van het mineraal pyrofylliet is afgeleid van de Oudgriekse woorden πῦρ, pur ("vuur") en φύλλον, phullon ("blad").

## Voorkomen
Pyrofylliet is een kleimineraal dat voorkomt in fyllieten. Het mineraal kyaniet kan door verwering omgezet worden in pyrofylliet. De typelocatie is Pyschminsk en Beresovsk, in de Oeral, Rusland.